# Élections en Suède
 (juin 2017).
La Suède connaît quatre grands types d'élections. L'âge minimal pour voter est de 18 ans.

## Élections législatives
Au niveau national, des élections législatives ont lieu tous les quatre ans pour le renouvellement du Riksdag, le Parlement suédois. Ses 349 membres sont élus au scrutin proportionnel plurinominal selon la méthode de Sainte-Laguë modifiée : 310 sièges sont répartis entre les 29 circonscriptions électorales en fonction de leur population, et les 39 sièges restants permettent de corriger les imprécisions du système, afin d'avoir une répartition parlementaire aussi proche que possible du résultat du scrutin.
Pour pouvoir être représenté au Riksdag, un parti doit remporter au moins 4 % du vote national, ou 12 % du vote dans une circonscription donnée.
Ces élections se déroulaient traditionnellement le troisième dimanche de septembre. À partir de 2014, elles auront lieu le deuxième dimanche de septembre.
| Année | V    | S    | MP  | L    | C    | M    | KD   | SD   | Autres | Participation |
| ----- | ---- | ---- | --- | ---- | ---- | ---- | ---- | ---- | ------ | ------------- |
| 1970  | 4,8  | 45,3 | —   | 16,2 | 19,9 | 11,5 | 1,8  | —    | 0,4    | 88,3          |
| 1973  | 5,3  | 43,6 | —   | 9,4  | 25,1 | 14,3 | 1,8  | —    | 0,6    | 90,8          |
| 1976  | 4,8  | 42,7 | —   | 11,1 | 24,1 | 15,6 | 1,4  | —    | 0,4    | 91,8          |
| 1979  | 5,6  | 43,2 | —   | 10,6 | 18,1 | 20,3 | 1,4  | —    | 0,8    | 90,7          |
| 1982  | 5,6  | 45,6 | 1,7 | 5,9  | 15,5 | 23,6 | 1,9  | —    | 0,2    | 91,4          |
| 1985  | 5,4  | 44,7 | 1,5 | 14,2 | 10,1 | 21,3 | 2,3  | —    | 0,5    | 89,9          |
| 1988  | 5,8  | 43,2 | 5,5 | 12,2 | 11,3 | 18,3 | 2,9  | —    | 0,7    | 86,0          |
| 1991  | 4,5  | 37,6 | 3,4 | 9,1  | 8,5  | 21,9 | 7,1  | —    | 7,9    | 86,7          |
| 1994  | 6,2  | 45,3 | 5,0 | 7,2  | 7,7  | 22,4 | 4,1  | —    | 2,2    | 86,4          |
| 1998  | 12,0 | 36,4 | 4,5 | 4,7  | 5,1  | 22,9 | 11,8 | 0,4  | 2,2    | 81,4          |
| 2002  | 8,4  | 39,9 | 4,7 | 13,4 | 6,2  | 15,3 | 9,1  | 1,4  | 1,4    | 80,1          |
| 2006  | 5,9  | 35,0 | 5,2 | 7,5  | 7,9  | 26,2 | 6,6  | 2,9  | 2,7    | 82,0          |
| 2010  | 5,6  | 30,7 | 7,3 | 7,1  | 6,6  | 30,1 | 5,6  | 5,7  | 1,4    | 84,6          |
| 2014  | 5,7  | 31,0 | 6,9 | 5,4  | 6,1  | 23,3 | 4,6  | 12,9 | 4,1    | 85,8          |
| 2018  | 8,0  | 28,3 | 4,4 | 5,4  | 8,6  | 19,8 | 6,3  | 17,5 | 1,5    | 87,2          |

## Élections régionales
Les élections régionales permettent l'élection des conseils de comté (landstingsfullmäktige). Elles se déroulent le même jour que les législatives, avec quelques différences :
- le seuil minimal de représentation descend à 3 % ;
- le vote est ouvert aux citoyens d'autres pays de l'Union européenne, de Norvège et d'Islande, ainsi qu'aux étrangers ayant résidé en Suède pendant trois années consécutives.

## Élections municipales
Les élections municipales permettent l'élection des conseils municipaux (kommunfullmäktige) dans les 290 communes du pays. Elles se déroulent le même jour que les législatives et les régionales, avec quelques différences :
- il n'y a pas de seuil minimal de représentation ;
- il n'y a pas de sièges d'ajustement ;
- le vote est ouvert aux citoyens d'autres pays de l'Union européenne, de Norvège et d'Islande, ainsi qu'aux étrangers ayant résidé en Suède pendant trois années consécutives.

## Élections européennes

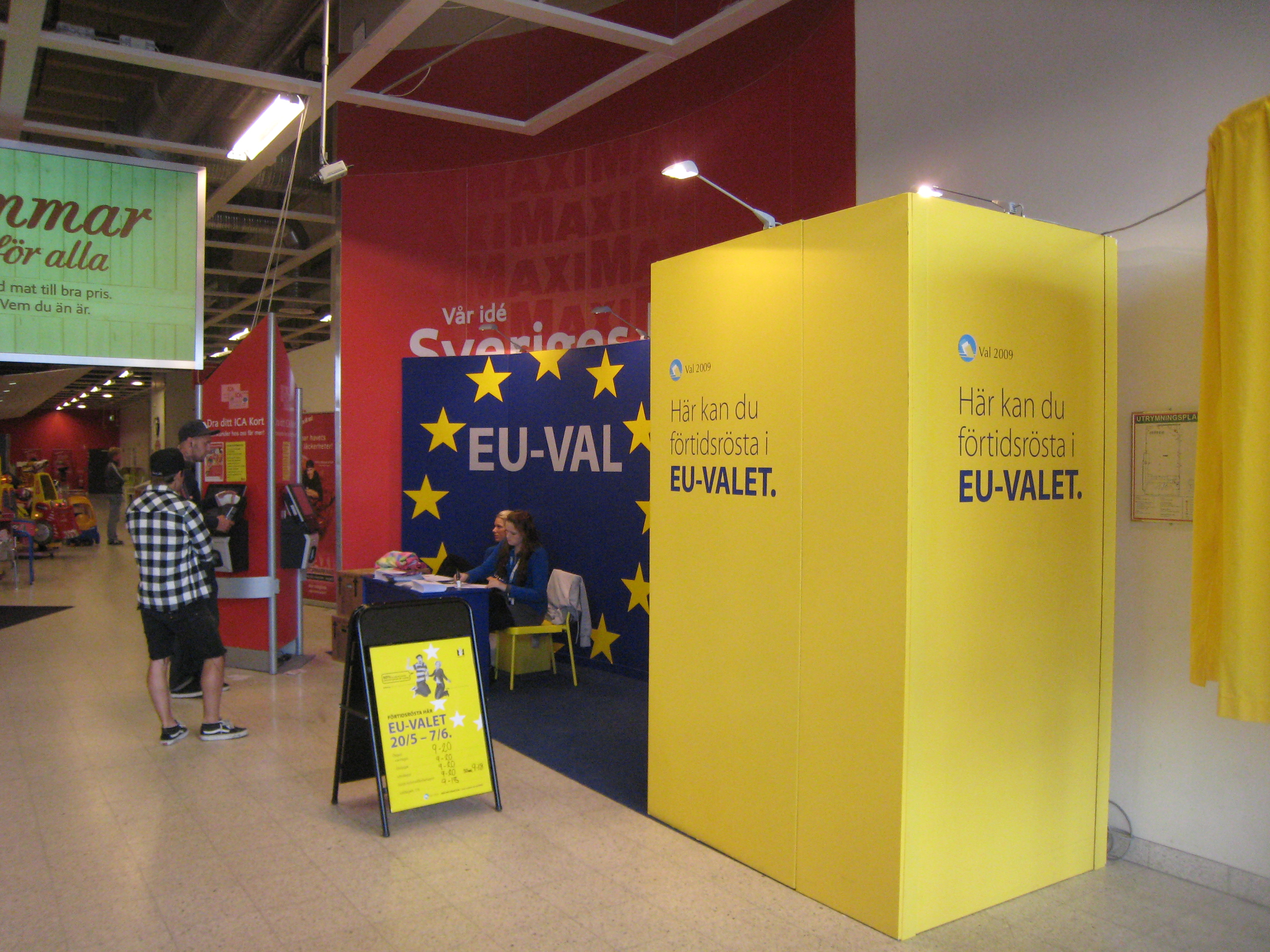
Election du Parlement de 2009 à Malmö en Suède

Les élections européennes se déroulent tous les cinq ans et permettent à la Suède d'élire ses représentants au Parlement européen. Depuis son adhésion à l'Union européenne, le 1er janvier 1995, la Suède a participé aux élections européennes de 1995 (22 sièges), 1999 (22), 2004 (19) et 2009 (18), 2014 (20) et 2019 (20). Le 21e élu ne siège qu'après le Brexit, à compter du 1er février 2020, car la Suède bénéficie d'un siège supplémentaire, à la suite de la sortie du Royaume-Uni de l'Union européenne.
Ces élections se déroulent au mois de mai dans toute l'Europe.